# Ästiger Igelkolben
Der Ästige Igelkolben (Sparganium erectum), auch Aufrechter Igelkolben genannt, ist eine Pflanzenart aus der Gattung Igelkolben (Sparganium) in der Familie der Rohrkolbengewächse (Typhaceae). Die reifen Samen bilden eine Kugel mit nach außen gerichteten Spitzen. Aus dieser Samenanordnung leitet sich die Bezeichnung „Igelkolben“ ab.

## Beschreibung

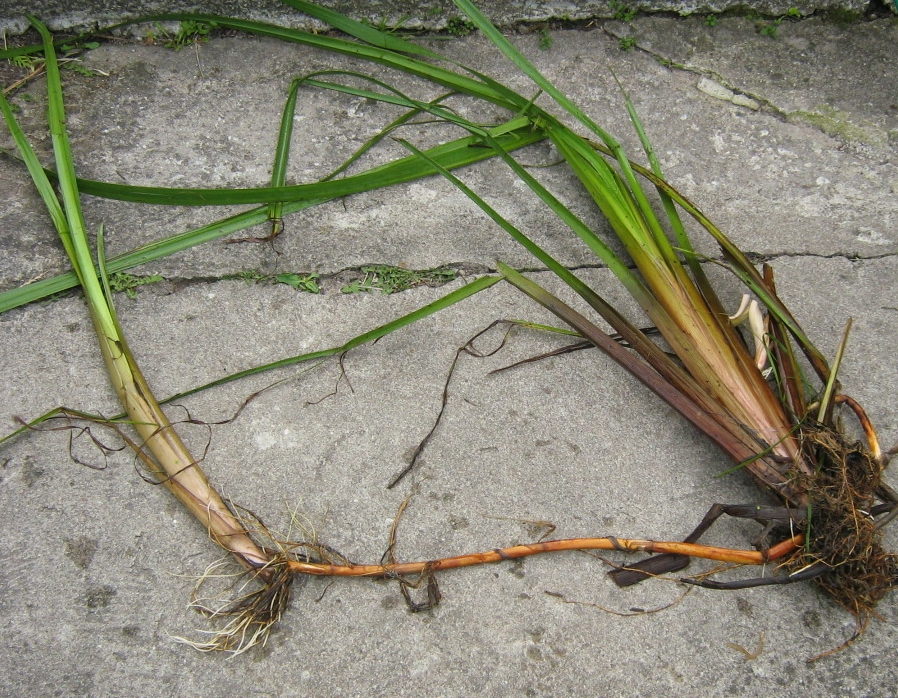
Vegetative Pflanzenteile mit Rhizom und Wurzeln

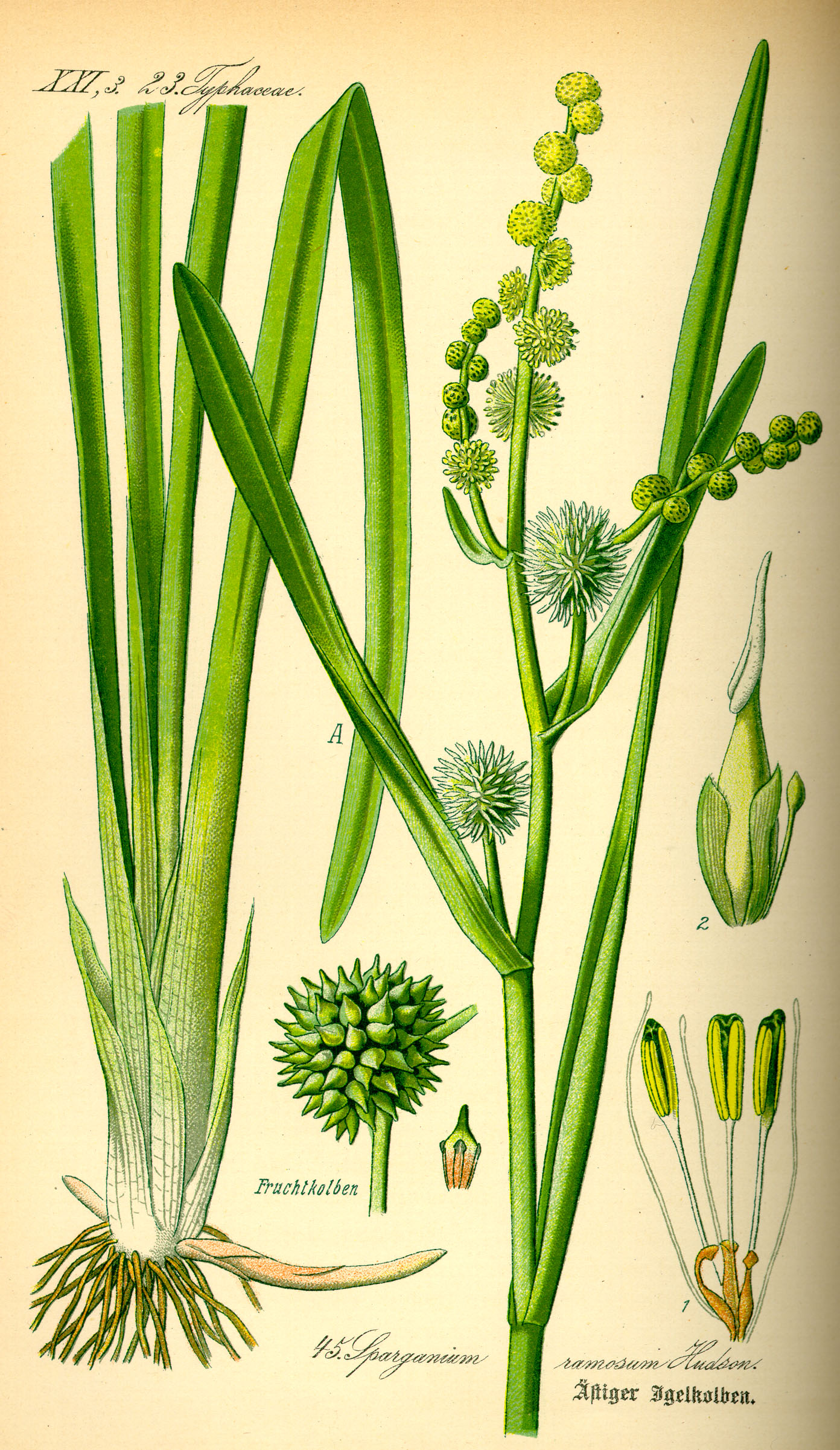
Illustration nach Otto Wilhelm Thomé: Flora von Deutschland, Österreich und der Schweiz 1885

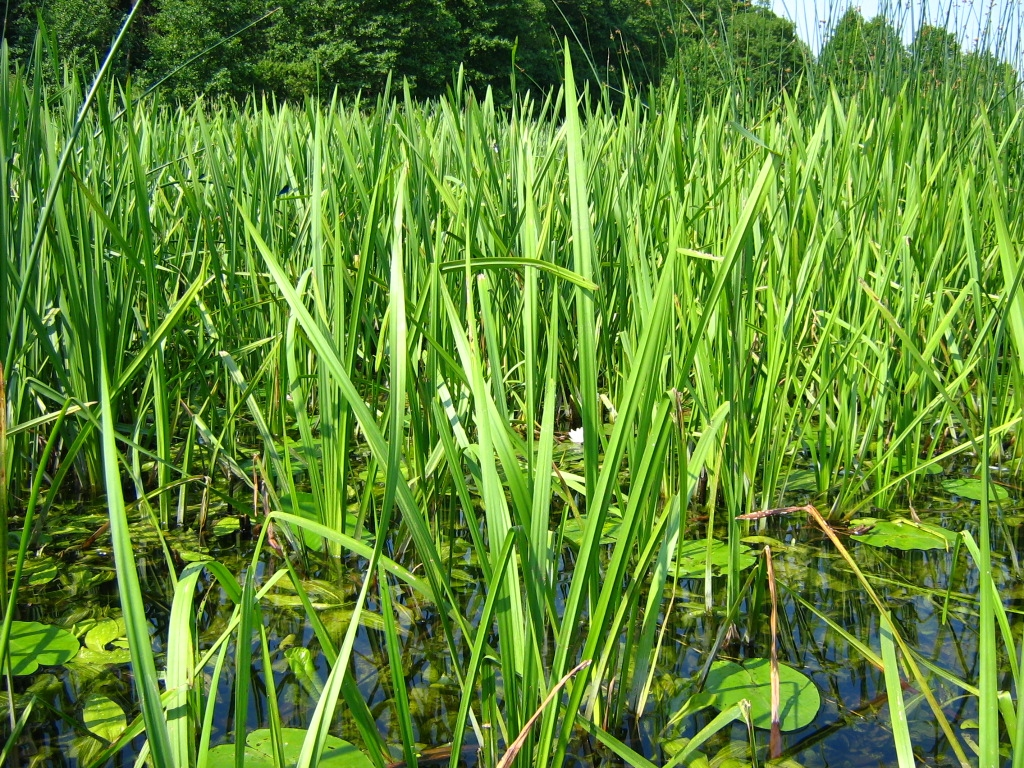
Habitus im Habitat

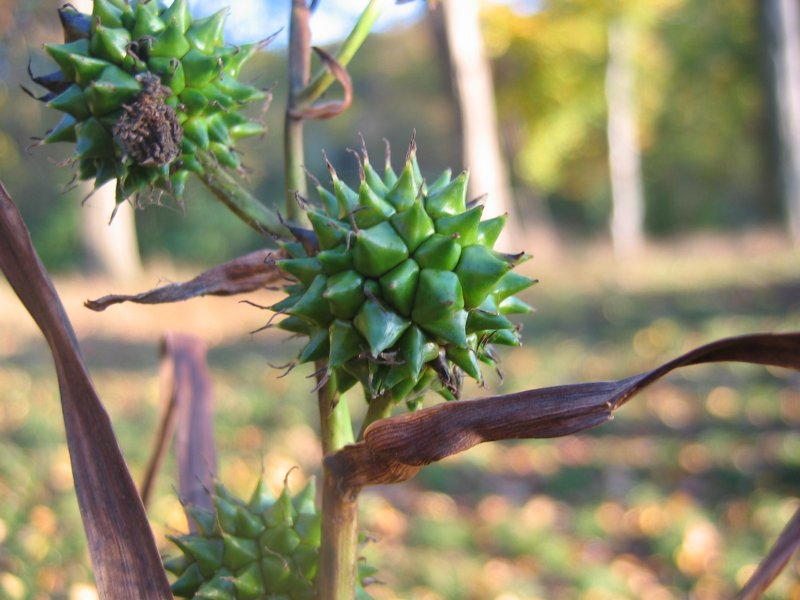
Fruchtstand

### Vegetative Merkmale
Der Ästige Igelkolben ist eine ausdauernde krautige Pflanze und Wuchshöhen von bis zu 1,7 Metern erreicht. Sie wächst starr aufrecht, nie flutend. Es werden keine Schwimmblattformen wie beispielsweise beim Zwerg-Igelkolben (Sparganium natans) ausgebildet. Der Aufrechte Igelkolben verfügt über einen kräftigen „Wurzelstock“, (3 bis) 6 bis 9 Millimeter dick, mit bis 60 Zentimeter langem, kriechendem, stärkereichem Rhizom. Der aufrechte Teil des Wurzelstocks ist knollig, 1,5 bis 4,5 Zentimeter dick und im Alter hart und holzig. Die Laubblätter sind starr und derb, dunkelgrün, unten dreikantig, oben auf der Unterseite mit einem bis zur Spitze reichenden Kiel und allmählich lang zugespitzt. Die oberen Laubblätter sind hell, längs gestreift, matt und sind bis zu 50 Zentimeter lang sowie bis zu 1,5 Zentimeter breit.

### Generative Merkmale
Blütezeit ist Juni bis August oder September. Die Pflanze bildet 30 bis 60 Zentimeter hohe Blütensprosse. Die Blütenstängel sind ästig verzweigt. Der Ästige Igelkolben ist einhäusig getrenntgeschlechtig (monözisch). Die eingeschlechtigen Blüten sind zu kugeligen Köpfchen vereinigt, die in einem rispig verzweigten Gesamtblütenstand stehen. An jedem Seitenast erscheinen in der Achsel eines laubblattartigen Tragblattes zunächst zwei bis drei weibliche Köpfe, darüber mehrere männliche Köpfe. Diese sind vor dem Aufblühen mit dunklen Blütenblattspitzen versehen, dadurch sieht ihr Blütenstand gescheckt aus. Die Narben sind lang und fädig. Die männlichen Blütenköpfchen haben vor dem Aufblühen einen Durchmesser von 5 Millimeter, aufgeblüht von 10 bis 12 Millimeter. Die weiblichen Blütenköpfchen sind 12 bis 20 Millimeter breit. Die Fruchtköpfchen sind mit den Schnäbeln 15 bis 32 Millimeter breit. Die Nussfrucht ist meist bräunlich; sie ist ohne Schnabel 4 bis 12 Millimeter lang und 2 bis 7,5 Millimeter breit. Als Unterscheidungsmerkmal der Unterarten werden die in Form und die Farbe der Früchte herangezogen.
Die Chromosomenzahl beträgt 2n = 30 auch für die Unterarten Sparganium erectum subsp. erectum und Sparganium erectum subsp. neglectum.

## Ökologie
Der Ästige Igelkolben ist eine Sumpf- und Wasserpflanze sowie ein Schlammwurzler mit Rhizom, die meist im Wasser wurzelt. Die vegetative Vermehrung erfolgt durch Ausläufer (Wurzel-Kriechpionier).
Die Laubblätter verfügen über ein Durchlüftungsgewebe (Aerenchym) in Anpassung an den Sauerstoffmangel im überfluteten Milieu. Seine grünen Teile sind reich an nadelförmigen Calciumoxalat-Kristallen (Raphiden). Diese dienen als Fraßschutz. Aus den Blättern lassen sich nach dem Durchknicken wie bei der Gattung Cornus die Spiralversteifungen der Tracheen herausziehen.
Blütenökologisch handelt es sich um eine windblütige Art vom „unbeweglichen Typ“. Der Ästige Igelkolben ist vormännlich und sind die Samenanlagen zur Zeit der Bestäubung noch nicht voll entwickelt. Die Selbstbestäubung ist erfolgreich. Der Pollen wird auch von Insekten verzehrt, so dass diese ebenfalls Bestäuber sein können.
Je Blüte entstehen zahlreich, einsamige Steinfrüchte mit festem Kern und einem trocken-schwammigen Schwimmgewebe. Dadurch ist Schwimmausbreitung möglich. Die Schwimmdauer kann bis zu 12 Monate betragen. Die Früchte haben einen Griffelrest, deshalb ist auch Klettverbreitung als Bohrfrucht durch Wassertiere möglich.

## Vorkommen
Der Ästige Igelkolben ist von Europa bis Zentralasien und Sibirien und südlich bis Nordafrika verbreitet. Er steigt bei Fetan in Unterengadin bis 1600 Meter Meereshöhe auf.
Der Ästige Igelkolben wächst häufig im Uferröhricht stehender, nährstoffreicher Gewässer und an Gräben auf humosem, meist kalkhaltigem Schlammboden bis in Wassertiefen bis 50 Zentimeter. Er wächst vor allem dort, wo die Beschattung durch benachbarte Röhrichte geringer ist und kann dort Einartbestände ausbilden. Er ist ein Wechselwasserzeiger, eine Halblichtpflanze, im intermediären Kontinentalbereich wachsend, ein Schwachsäure- bis Schwachbasezeiger und bevorzugt stickstoffreiche Standorte. Er ist eine Kennart der Großröhrichte (Phragmition australis) und kann an Gewässern Einartbestände, sogenannte Igelkolbenröhrichte, ausbilden.

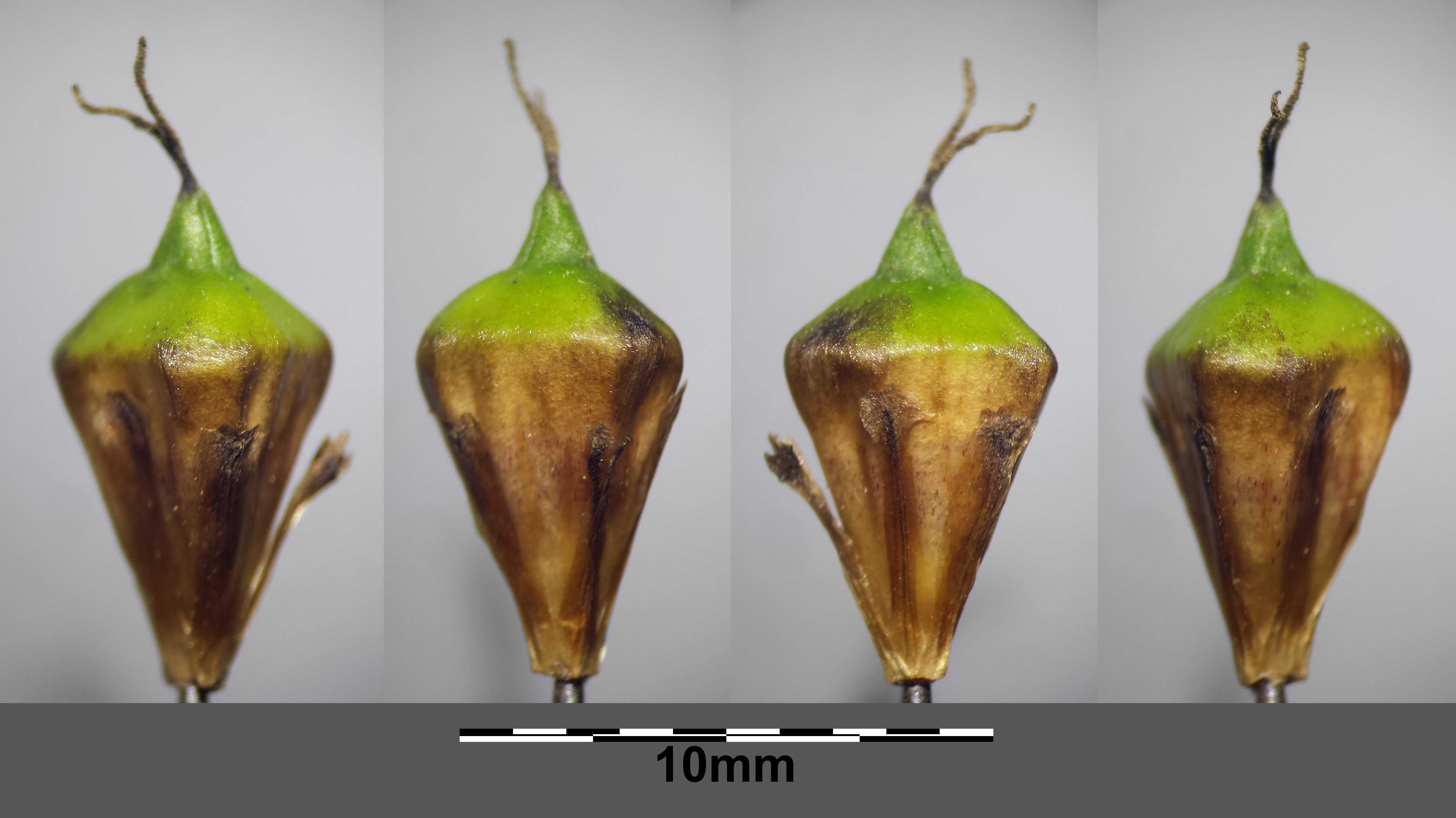
Einzelfrüchte vom Ästigen Igelkolben (Sparganium erectum subsp. erectum)

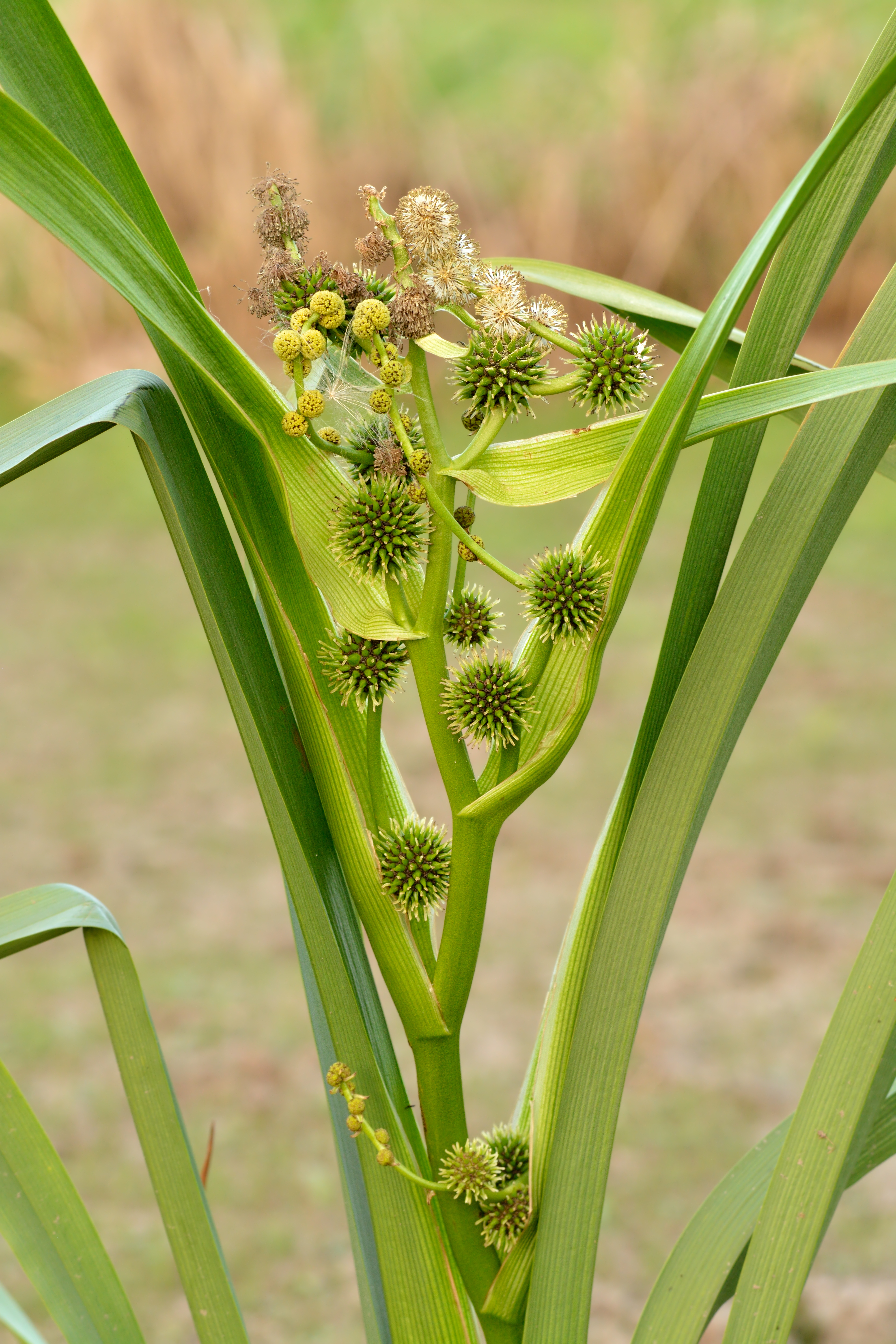
Blütenstand des Kleinfrüchtigen Igelkolben (Sparganium erectum subsp. microcarpum)

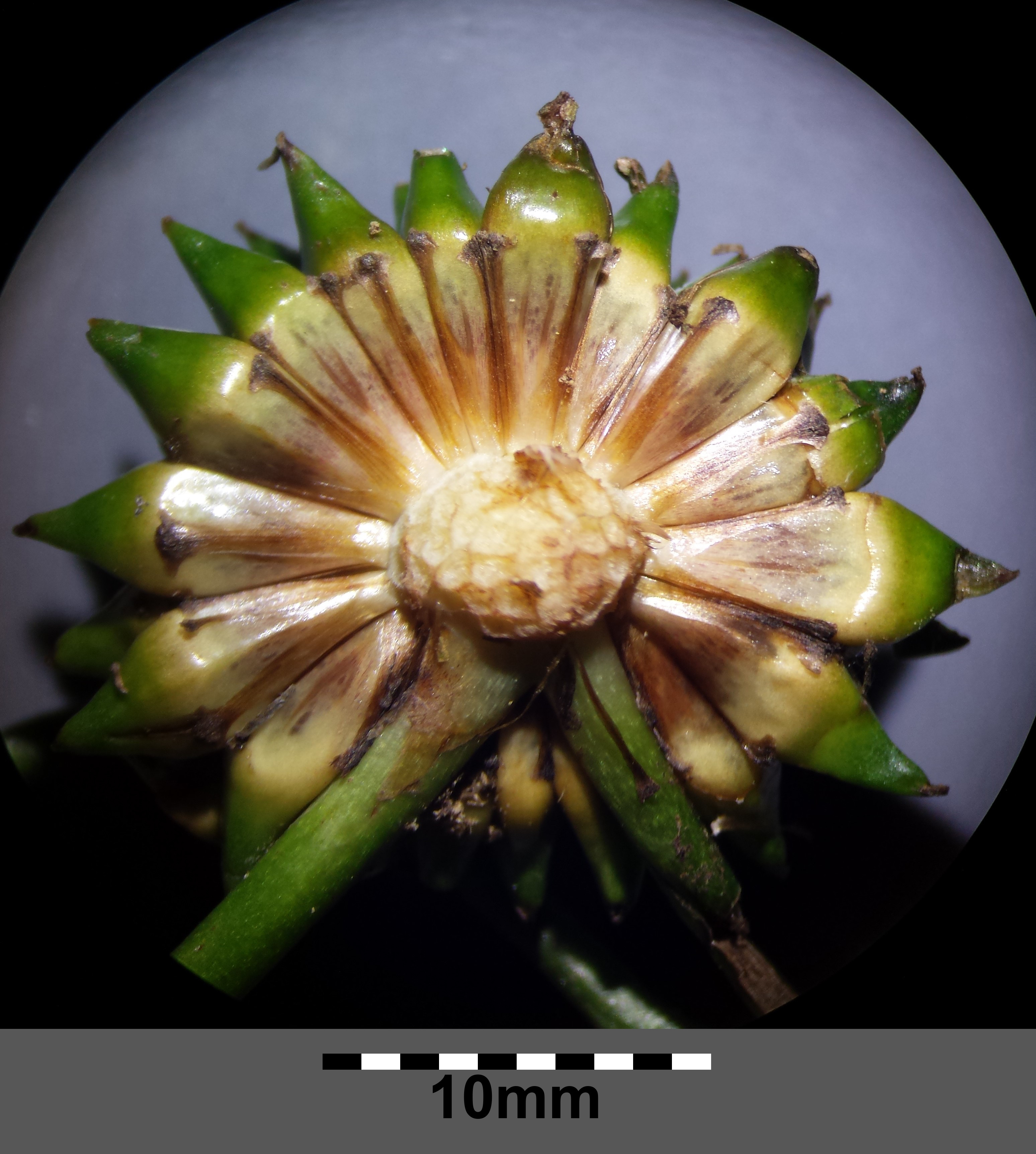
Geöffneter Fruchtstand von Sparganium erectum subsp. neglectum

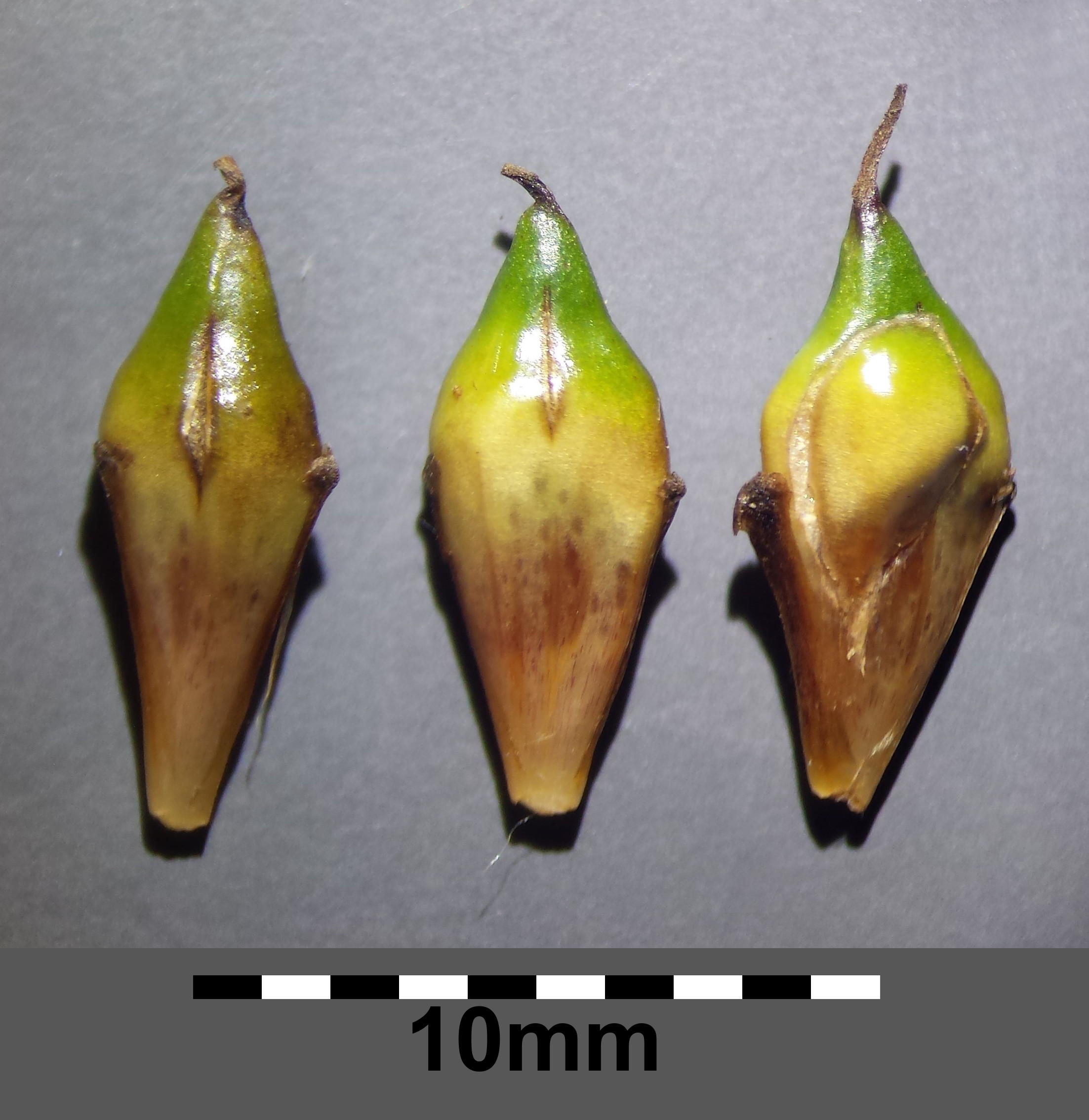
Einzelfrüchte vom Unbeachteten Igelkolben (Sparganium erectum subsp. neglectum)

## Taxonomie und Systematik
Die Erstveröffentlichung von Sparganium erectum erfolgte 1753 durch Carl von Linné in Species Plantarum, Tomus 2, S. 971. Synonyme für Sparganium erectum L. sind: Sparganium polyedrum (Asch. & Graebn.) Juz., Sparganium ramosum Huds., Sparganium ramosum subsp. polyedrum Asch. & Graebn.

### Unterarten
Der Ästige Igelkolben (Sparganium erectum) ist eine formenreiche Art mit mehreren Unterarten, die sich ökologisch deutlich unterscheiden:
- Ästiger Igelkolben (Sparganium erectum subsp. erectum, Syn.: Sparganium ramosum Curtis, Sparganium ramosum subsp. polyedrum Graebn., Sparganium erectum subsp. polyedrum (Graebn.) Schinz & Thell.): Seine Früchte sind im oberen Teil flach oder kurz pyramidenförmig, matt und rauchbraun.[1] Er ist von Europa bis Sibirien und vom Mittelmeerraum bis zum Iran weitverbreitet.[3] Er kommt in Europa in fast allen Ländern vor und fehlt nur in Portugal, Island, Norwegen, Belgien, Polen, Belarus, Albanien und Nordmazedonien.[5] Er ist eine Charakterart des Sparganietum erecti aus dem Verband Phragmition.[6] Er gedeiht in Mitteleuropa besonders in kalkreichen Röhrichten.[7]

Die ökologischen Zeigerwerte nach Landolt et al. 2010 sind in der Schweiz für diese Unterart: Feuchtezahl F = 5w+ (überschwemmt aber stark wechselnd), Lichtzahl L = 4 (hell), Reaktionszahl R = 4 (neutral bis basisch), Temperaturzahl T = 3+ (unter-montan und ober-kollin), Nährstoffzahl N = 4 (nährstoffreich), Kontinentalitätszahl K = 3 (subozeanisch bis subkontinental).
- Kleinfrüchtiger Igelkolben (Sparganium erectum subsp. microcarpum (Neuman) Domin, Syn.: Sparganium microcarpum (Neuman) Čelak., Sparganium ramosum subsp. microcarpum (Neuman) Lindm., Sparganium neglectum subsp. microcarpum (Neuman) Holub): Seine Früchte sind oberhalb der Mitte am breitesten; sie sind gelbbraun und glänzend und im oberen Teil zwiebelförmig.[1] Er ist von Europa bis Zentralasien verbreitet.[3] Er kommt in Europa in fast allen Ländern vor und fehlt nur in Portugal, Spanien, Italien, Belgien, den Niederlanden, Island, Polen, Belarus, Serbien, Kosovo, Moldau, Albanien, Nordmazedonien, Griechenland und im europäischen Teil der Türkei.[5] Er gedeiht in Mitteleuropa besonders in kalkarmen Röhrichten.[7] Die ökologischen Zeigerwerte nach Landolt et al. 2010 sind in der Schweiz für diese Unterart: Feuchtezahl F = 5w+ (überschwemmt aber stark wechselnd), Lichtzahl L = 4 (hell), Reaktionszahl R = 2 (sauer), Temperaturzahl T = 3 (montan), Nährstoffzahl N = 4 (nährstoffreich), Kontinentalitätszahl K = 3 (subozeanisch bis subkontinental).[8]

- Unbeachteter Igelkolben (Sparganium erectum subsp. neglectum (Beeby) Schinz & Thell., Syn.: Sparganium neglectum Beeby, Sparganium ramosum subsp. neglectum (Beeby) Neuman, Sparganium erectum var. neglectum (Beeby) K.Richt.): Seine Früchte sind einfarbig ledergelb.[1] Er ist von Europa bis zum Iran und in Nordafrika verbreitet.[3] Er kommt in Europa in fast allen Ländern vor und fehlt nur in Portugal, Belgien, Island, Litauen, Belarus, Montenegro und Nordmazedonien.[5] Er ist eine Charakterart des Glycerio-Sparganietum neglecti aus dem Verband Phragmition.[6] Er gedeiht in Mitteleuropa besonders in kalkarmen Röhrichten.[7] Die ökologischen Zeigerwerte nach Landolt et al. 2010 sind in der Schweiz für diese Unterart: Feuchtezahl F = 5w+ (überschwemmt aber stark wechselnd), Lichtzahl L = 4 (hell), Reaktionszahl R = 2 (sauer), Temperaturzahl T = 3+ (unter-montan und ober-kollin), Nährstoffzahl N = 3 (mäßig nährstoffarm bis mäßig nährstoffreich), Kontinentalitätszahl K = 2 (subozeanisch).[8]
- Eifrüchtiger Igelkolben (Sparganium erectum nothosubsp. oocarpum (Čelak.) Domin, Syn.: Sparganium × oocarpum (Čelak.) Fritsch, Sparganium neglectum var. oocarpum Celak., Sparganium neglectum subsp. oocarpum (Čelak.) Ostenf.) (= Sparganium erectum subsp. erectum × Sparganium erectum subsp. neglectum): Er kommt von Europa bis zum Kaukasusraum vor[3] und gedeiht in Mitteleuropa in Röhrichten.[7] Die Chromosomenzahl ist 2n = 30.[2]

- Eine weitere Unterart, Sparganium erectum subsp. stoloniferum (Buch.-Ham. ex Graebn.) H.Hara, wird je nach Autor als eigene Art Sparganium stoloniferum (Buch.-Ham. ex Graebn.) Buch.-Ham. ex Juz. aufgefasst[3].